# Новые Стрелища
Но́вые Стре́лища (укр. Нові Стрілища) — посёлок в Бобрской городской общине Львовского района Львовской области Украины.
Находится в 35 км от города Жидачов и в 18 км от железнодорожной станции Ходоров на линии Львов — Ивано-Франковск.

## История
Новые Стрелища впервые упоминаются в 1375 году, когда село было передано Владиславом Опольским вместе с другими русьскому боярину Васильку Тептюковичу. В 1417 поселение получило Магдебургское право. В 1444 здесь была организована католическая парафия. В начале XVI века город принадлежал некой Анне из Олеско, а во второй половине XVI — начале XVII века Новыми Стрелищами владело семейство Ходоровских. В 1513 городок получил привилегии на проведение ежегодной ярмарки и еженедельных торгов, а в 1662 — на проведение 2-х ярмарок в год.
В 1621 и 1626 годах городок подвергался нападению и разрушению татарскими ордами, в связи с чем здесь был построен замок (двор) и 4 городских деревянно-земляных укреплений бастионного типа c рыночной площадью по середине.
В 1880 году в городке проживало 1606 поляков, 1478 евреев, 762 русина и 29 немцев.
В 1944 посёлок Стрелиски-Новы переименован в Новые Стрелища.

## Достопримечательности
- Костел в силе барокко XVII в.
- Церковь Успения Пресвятой Богородицы
- Остатки земляных укреплений

## Персоны
- Мико́ла Ле́бедь — деятель ОУН, сторонник Степана Бандеры. Родился в 1909 или 1910 г.
- Виктор Бенедикт Вишневский (родился в 1822 году в Стшелиске, умер в 1890 году во Львове) — польский дворянин, помещик, повстанец с 1863 года, писатель.